# Tour de los Alpes 2022
La 45.ª edición de la competición ciclista Tour de los Alpes fue una carrera de ciclismo en ruta por etapas que se celebró entre el 18 y el 22 de abril de 2022 en Italia y Austria con inicio en la ciudad italiana de Cles y final en la ciudad austriaca de Lienz, sobre una distancia total de 727,9 kilómetros.
La carrera formó parte del del UCI ProSeries 2022, calendario ciclístico mundial de segunda división, dentro de la categoría UCI 2.Pro y fue ganada por el francés Romain Bardet del DSM. Completaron el podio, como segundo y tercer clasificado respectivamente, el australiano Michael Storer del Groupama-FDJ y el neerlandés Thymen Arensman, compañero de equipo del vencedor.

## Equipos participantes
Tomaron parte en la carrera 18 equipos: 10 de categoría UCI WorldTeam invitados por la organización, 7 de categoría UCI ProTeam y 1 de categoría Continental. Formaron así un pelotón de 118 ciclistas de los que acabaron 64. Los equipos participantes fueron:
| WorldTeams (10)- AG2R Citroën Team - Bora-Hansgrohe - Bahrain Victorious - EF Education-EasyPost - Groupama-FDJ - Ineos Grenadiers - Israel-Premier Tech - Movistar Team - Team DSM - Astana Qazaqstan Team ProTeams (7)- Bardiani-CSF-Faizanè - Caja Rural-Seguros RGA - Drone Hopper-Androni Giocattoli - Eolo-Kometa - Equipo Kern Pharma - Euskaltel-Euskadi - Uno-X Pro Cycling Team Equipo continental- Tirol-KTM Cycling Team |
| |

## Recorrido
El Tour de los Alpes dispuso de cinco etapas dividido en dos etapas escarpadas, dos etapas de media montaña, y una etapa de alta montaña, para un recorrido total de 713,6 kilómetros.
| Etapa     | Fecha     | Recorrido                         | type                   | Distancia (km) | Desnivel (m) | Ganador            | Líder             |
| --------- | --------- | --------------------------------- | ---------------------- | -------------- | ------------ | ------------------ | ----------------- |
| 1.ª etapa | 18 de abr | Cles – San Martino di Castrozza   | etapa de media montaña | 160,9          | 2950 m       | Geoffrey Bouchard  | Geoffrey Bouchard |
| 2.ª etapa | 19 de abr | San Martino di Castrozza – Lana   | etapa de montaña       | 154,1          | 3200 m       | Pello Bilbao       | Pello Bilbao      |
| 3.ª etapa | 20 de abr | Lana – Villabassa                 | etapa de montaña       | 154,6          | 2900 m       | Lennard Kämna      | Pello Bilbao      |
| 4.ª etapa | 21 de abr | Villabassa – Kals am Großglockner | etapa de montaña       | 142,4          | 2400 m       | Miguel Ángel López | Pello Bilbao      |
| 5.ª etapa | 22 de abr | Lienz – Lienz                     | etapa de media montaña | 115,9          | 2300 m       | Thibaut Pinot      | Romain Bardet     |

## Desarrollo de la carrera

### 1.ª etapa
| Cles - San Martino di Castrozza | etapa de media montaña | (160,9 km) |

| \| Clasificación de la etapa \| Clasificación de la etapa \| Clasificación de la etapa \| Clasificación de la etapa \| Clasificación de la etapa \| \| Ciclista \| Ciclista \| Equipo \| Tiempo \| \| \| ------------------------- \| ------------------------- \| ------------------------------- \| ------------------------- \| ------------------------- \| \| 1.º \| Geoffrey Bouchard \| AG2R Citroën Team \| 4 h 12 min 22 s \| \| \| 2.º \| Pello Bilbao \| Bahrain Victorious \| + 5 s \| \| \| 3.º \| Romain Bardet \| Team DSM \| + 5 s \| \| \| 4.º \| Vincenzo Albanese \| Eolo-Kometa \| + 5 s \| \| \| 5.º \| Felix Gall \| AG2R Citroën Team \| + 5 s \| \| \| 6.º \| Natnael Tesfatsion \| Drone Hopper-Androni Giocattoli \| + 5 s \| \| \| 7.º \| Richie Porte \| Ineos Grenadiers \| + 5 s \| \| \| 8.º \| Pavel Sivakov \| Ineos Grenadiers \| + 5 s \| \| \| 9.º \| Michael Storer \| Groupama-FDJ \| + 5 s \| \| \| 10.º \| Jonathan Caicedo \| EF Education-EasyPost \| + 5 s \| \| |                    |                                 |                 |
| |                    |                                 |                 |
| Fuente: ProCyclingStats |                    |                                 |                 |
| Clasificación de la etapa |                    |                                 |                 |
| Ciclista | Ciclista           | Equipo                          | Tiempo          |
| 1.º | Geoffrey Bouchard  | AG2R Citroën Team               | 4 h 12 min 22 s |
| 2.º | Pello Bilbao       | Bahrain Victorious              | + 5 s           |
| 3.º | Romain Bardet      | Team DSM                        | + 5 s           |
| 4.º | Vincenzo Albanese  | Eolo-Kometa                     | + 5 s           |
| 5.º | Felix Gall         | AG2R Citroën Team               | + 5 s           |
| 6.º | Natnael Tesfatsion | Drone Hopper-Androni Giocattoli | + 5 s           |
| 7.º | Richie Porte       | Ineos Grenadiers                | + 5 s           |
| 8.º | Pavel Sivakov      | Ineos Grenadiers                | + 5 s           |
| 9.º | Michael Storer     | Groupama-FDJ                    | + 5 s           |
| 10.º | Jonathan Caicedo   | EF Education-EasyPost           | + 5 s           |

| \| Clasificación general \| Clasificación general \| Clasificación general \| Clasificación general \| Clasificación general \| \| Ciclista \| Ciclista \| Equipo \| Tiempo \| \| \| --------------------- \| --------------------- \| ------------------------------- \| --------------------- \| --------------------- \| \| 1.º \| Geoffrey Bouchard \| AG2R Citroën Team \| 4 h 12 min 12 s \| \| \| 2.º \| Pello Bilbao \| Bahrain Victorious \| + 9 s \| \| \| 3.º \| Romain Bardet \| Team DSM \| + 11 s \| \| \| 4.º \| Vincenzo Albanese \| Eolo-Kometa \| + 15 s \| \| \| 5.º \| Felix Gall \| AG2R Citroën Team \| + 15 s \| \| \| 6.º \| Natnael Tesfatsion \| Drone Hopper-Androni Giocattoli \| + 15 s \| \| \| 7.º \| Richie Porte \| Ineos Grenadiers \| + 15 s \| \| \| 8.º \| Pavel Sivakov \| Ineos Grenadiers \| + 15 s \| \| \| 9.º \| Michael Storer \| Groupama-FDJ \| + 15 s \| \| \| 10.º \| Jonathan Caicedo \| EF Education-EasyPost \| + 15 s \| \| |                    |                                 |                 |
| |                    |                                 |                 |
| Fuente: ProCyclingStats |                    |                                 |                 |
| Clasificación general |                    |                                 |                 |
| Ciclista | Ciclista           | Equipo                          | Tiempo          |
| 1.º | Geoffrey Bouchard  | AG2R Citroën Team               | 4 h 12 min 12 s |
| 2.º | Pello Bilbao       | Bahrain Victorious              | + 9 s           |
| 3.º | Romain Bardet      | Team DSM                        | + 11 s          |
| 4.º | Vincenzo Albanese  | Eolo-Kometa                     | + 15 s          |
| 5.º | Felix Gall         | AG2R Citroën Team               | + 15 s          |
| 6.º | Natnael Tesfatsion | Drone Hopper-Androni Giocattoli | + 15 s          |
| 7.º | Richie Porte       | Ineos Grenadiers                | + 15 s          |
| 8.º | Pavel Sivakov      | Ineos Grenadiers                | + 15 s          |
| 9.º | Michael Storer     | Groupama-FDJ                    | + 15 s          |
| 10.º | Jonathan Caicedo   | EF Education-EasyPost           | + 15 s          |

### 2.ª etapa
| San Martino di Castrozza - Lana | etapa de montaña | (154,1 km) |

| \| Clasificación de la etapa \| Clasificación de la etapa \| Clasificación de la etapa \| Clasificación de la etapa \| Clasificación de la etapa \| \| Ciclista \| Ciclista \| Equipo \| Tiempo \| \| \| ------------------------- \| ------------------------- \| ------------------------- \| ------------------------- \| ------------------------- \| \| 1.º \| Pello Bilbao \| Bahrain Victorious \| 3 h 56 min 04 s \| \| \| 2.º \| Romain Bardet \| Team DSM \| + 0 s \| \| \| 3.º \| Attila Valter \| Groupama-FDJ \| + 0 s \| \| \| 4.º \| Felix Gall \| AG2R Citroën Team \| + 0 s \| \| \| 5.º \| Edward Dunbar \| Ineos Grenadiers \| + 0 s \| \| \| 6.º \| Pavel Sivakov \| Ineos Grenadiers \| + 0 s \| \| \| 7.º \| Esteban Chaves \| EF Education-EasyPost \| + 0 s \| \| \| 8.º \| Mikel Landa \| Bahrain Victorious \| + 0 s \| \| \| 9.º \| Richie Porte \| Ineos Grenadiers \| + 0 s \| \| \| 10.º \| Einer Rubio \| Movistar Team \| + 0 s \| \| |                |                       |                 |
| |                |                       |                 |
| Fuente: ProCyclingStats |                |                       |                 |
| Clasificación de la etapa |                |                       |                 |
| Ciclista | Ciclista       | Equipo                | Tiempo          |
| 1.º | Pello Bilbao   | Bahrain Victorious    | 3 h 56 min 04 s |
| 2.º | Romain Bardet  | Team DSM              | + 0 s           |
| 3.º | Attila Valter  | Groupama-FDJ          | + 0 s           |
| 4.º | Felix Gall     | AG2R Citroën Team     | + 0 s           |
| 5.º | Edward Dunbar  | Ineos Grenadiers      | + 0 s           |
| 6.º | Pavel Sivakov  | Ineos Grenadiers      | + 0 s           |
| 7.º | Esteban Chaves | EF Education-EasyPost | + 0 s           |
| 8.º | Mikel Landa    | Bahrain Victorious    | + 0 s           |
| 9.º | Richie Porte   | Ineos Grenadiers      | + 0 s           |
| 10.º | Einer Rubio    | Movistar Team         | + 0 s           |

| \| Clasificación general \| Clasificación general \| Clasificación general \| Clasificación general \| Clasificación general \| \| Ciclista \| Ciclista \| Equipo \| Tiempo \| \| \| --------------------- \| --------------------- \| --------------------- \| --------------------- \| --------------------- \| \| 1.º \| Pello Bilbao \| Bahrain Victorious \| 8 h 08 min 15 s \| \| \| 2.º \| Romain Bardet \| Team DSM \| + 6 s \| \| \| 3.º \| Attila Valter \| Groupama-FDJ \| + 12 s \| \| \| 4.º \| Felix Gall \| AG2R Citroën Team \| + 16 s \| \| \| 5.º \| Pavel Sivakov \| Ineos Grenadiers \| + 16 s \| \| \| 6.º \| Richie Porte \| Ineos Grenadiers \| + 16 s \| \| \| 7.º \| Esteban Chaves \| EF Education-EasyPost \| + 16 s \| \| \| 8.º \| Edward Dunbar \| Ineos Grenadiers \| + 16 s \| \| \| 9.º \| Einer Rubio \| Movistar Team \| + 16 s \| \| \| 10.º \| Santiago Buitrago \| Bahrain Victorious \| + 16 s \| \| |                   |                       |                 |
| |                   |                       |                 |
| Fuente: ProCyclingStats |                   |                       |                 |
| Clasificación general |                   |                       |                 |
| Ciclista | Ciclista          | Equipo                | Tiempo          |
| 1.º | Pello Bilbao      | Bahrain Victorious    | 8 h 08 min 15 s |
| 2.º | Romain Bardet     | Team DSM              | + 6 s           |
| 3.º | Attila Valter     | Groupama-FDJ          | + 12 s          |
| 4.º | Felix Gall        | AG2R Citroën Team     | + 16 s          |
| 5.º | Pavel Sivakov     | Ineos Grenadiers      | + 16 s          |
| 6.º | Richie Porte      | Ineos Grenadiers      | + 16 s          |
| 7.º | Esteban Chaves    | EF Education-EasyPost | + 16 s          |
| 8.º | Edward Dunbar     | Ineos Grenadiers      | + 16 s          |
| 9.º | Einer Rubio       | Movistar Team         | + 16 s          |
| 10.º | Santiago Buitrago | Bahrain Victorious    | + 16 s          |

### 3.ª etapa
| Lana - Villabassa | etapa de montaña | (154,6 km) |

| \| Clasificación de la etapa \| Clasificación de la etapa \| Clasificación de la etapa \| Clasificación de la etapa \| Clasificación de la etapa \| \| Ciclista \| Ciclista \| Equipo \| Tiempo \| \| \| ------------------------- \| ------------------------- \| ------------------------------- \| ------------------------- \| ------------------------- \| \| 1.º \| Lennard Kämna \| Bora-Hansgrohe \| 4 h 02 min 56 s \| \| \| 2.º \| Andrey Amador \| Ineos Grenadiers \| + 3 s \| \| \| 3.º \| Jonathan Lastra \| Caja Rural-Seguros RGA \| + 4 s \| \| \| 4.º \| Natnael Tesfatsion \| Drone Hopper-Androni Giocattoli \| + 4 s \| \| \| 5.º \| William Barta \| Movistar Team \| + 4 s \| \| \| 6.º \| James Piccoli \| Israel-Premier Tech \| + 4 s \| \| \| 7.º \| Vadim Pronskiy \| Astana Qazaqstan Team \| + 4 s \| \| \| 8.º \| Sean Quinn \| EF Education-EasyPost \| + 57 s \| \| \| 9.º \| Felix Gall \| AG2R Citroën Team \| + 57 s \| \| \| 10.º \| Pavel Sivakov \| Ineos Grenadiers \| + 57 s \| \| |                    |                                 |                 |
| |                    |                                 |                 |
| Fuente: ProCyclingStats |                    |                                 |                 |
| Clasificación de la etapa |                    |                                 |                 |
| Ciclista | Ciclista           | Equipo                          | Tiempo          |
| 1.º | Lennard Kämna      | Bora-Hansgrohe                  | 4 h 02 min 56 s |
| 2.º | Andrey Amador      | Ineos Grenadiers                | + 3 s           |
| 3.º | Jonathan Lastra    | Caja Rural-Seguros RGA          | + 4 s           |
| 4.º | Natnael Tesfatsion | Drone Hopper-Androni Giocattoli | + 4 s           |
| 5.º | William Barta      | Movistar Team                   | + 4 s           |
| 6.º | James Piccoli      | Israel-Premier Tech             | + 4 s           |
| 7.º | Vadim Pronskiy     | Astana Qazaqstan Team           | + 4 s           |
| 8.º | Sean Quinn         | EF Education-EasyPost           | + 57 s          |
| 9.º | Felix Gall         | AG2R Citroën Team               | + 57 s          |
| 10.º | Pavel Sivakov      | Ineos Grenadiers                | + 57 s          |

| \| Clasificación general \| Clasificación general \| Clasificación general \| Clasificación general \| Clasificación general \| \| Ciclista \| Ciclista \| Equipo \| Tiempo \| \| \| --------------------- \| --------------------- \| --------------------- \| --------------------- \| --------------------- \| \| 1.º \| Pello Bilbao \| Bahrain Victorious \| 12 h 12 min 08 s \| \| \| 2.º \| Romain Bardet \| Team DSM \| + 6 s \| \| \| 3.º \| Attila Valter \| Groupama-FDJ \| + 12 s \| \| \| 4.º \| Felix Gall \| AG2R Citroën Team \| + 16 s \| \| \| 5.º \| Pavel Sivakov \| Ineos Grenadiers \| + 16 s \| \| \| 6.º \| Einer Rubio \| Movistar Team \| + 16 s \| \| \| 7.º \| Edward Dunbar \| Ineos Grenadiers \| + 16 s \| \| \| 8.º \| Thymen Arensman \| Team DSM \| + 16 s \| \| \| 9.º \| Esteban Chaves \| EF Education-EasyPost \| + 16 s \| \| \| 10.º \| Richie Porte \| Ineos Grenadiers \| + 16 s \| \| |                 |                       |                  |
| |                 |                       |                  |
| Fuente: ProCyclingStats |                 |                       |                  |
| Clasificación general |                 |                       |                  |
| Ciclista | Ciclista        | Equipo                | Tiempo           |
| 1.º | Pello Bilbao    | Bahrain Victorious    | 12 h 12 min 08 s |
| 2.º | Romain Bardet   | Team DSM              | + 6 s            |
| 3.º | Attila Valter   | Groupama-FDJ          | + 12 s           |
| 4.º | Felix Gall      | AG2R Citroën Team     | + 16 s           |
| 5.º | Pavel Sivakov   | Ineos Grenadiers      | + 16 s           |
| 6.º | Einer Rubio     | Movistar Team         | + 16 s           |
| 7.º | Edward Dunbar   | Ineos Grenadiers      | + 16 s           |
| 8.º | Thymen Arensman | Team DSM              | + 16 s           |
| 9.º | Esteban Chaves  | EF Education-EasyPost | + 16 s           |
| 10.º | Richie Porte    | Ineos Grenadiers      | + 16 s           |

### 4.ª etapa
| Villabassa - Kals am Großglockner | etapa de montaña | (142,4 km) |

| \| Clasificación de la etapa \| Clasificación de la etapa \| Clasificación de la etapa \| Clasificación de la etapa \| Clasificación de la etapa \| \| Ciclista \| Ciclista \| Equipo \| Tiempo \| \| \| ------------------------- \| ------------------------- \| ------------------------- \| ------------------------- \| ------------------------- \| \| 1.º \| Miguel Ángel López \| Astana Qazaqstan Team \| 3 h 29 min 04 s \| \| \| 2.º \| Thibaut Pinot \| Groupama-FDJ \| + 7 s \| \| \| 3.º \| Romain Bardet \| Team DSM \| + 15 s \| \| \| 4.º \| Pello Bilbao \| Bahrain Victorious \| + 15 s \| \| \| 5.º \| Felix Gall \| AG2R Citroën Team \| + 15 s \| \| \| 6.º \| Sean Quinn \| EF Education-EasyPost \| + 15 s \| \| \| 7.º \| Santiago Buitrago \| Bahrain Victorious \| + 15 s \| \| \| 8.º \| Mikel Landa \| Bahrain Victorious \| + 15 s \| \| \| 9.º \| Thymen Arensman \| Team DSM \| + 15 s \| \| \| 10.º \| Attila Valter \| Groupama-FDJ \| + 15 s \| \| |                    |                       |                 |
| |                    |                       |                 |
| Fuente: ProCyclingStats |                    |                       |                 |
| Clasificación de la etapa |                    |                       |                 |
| Ciclista | Ciclista           | Equipo                | Tiempo          |
| 1.º | Miguel Ángel López | Astana Qazaqstan Team | 3 h 29 min 04 s |
| 2.º | Thibaut Pinot      | Groupama-FDJ          | + 7 s           |
| 3.º | Romain Bardet      | Team DSM              | + 15 s          |
| 4.º | Pello Bilbao       | Bahrain Victorious    | + 15 s          |
| 5.º | Felix Gall         | AG2R Citroën Team     | + 15 s          |
| 6.º | Sean Quinn         | EF Education-EasyPost | + 15 s          |
| 7.º | Santiago Buitrago  | Bahrain Victorious    | + 15 s          |
| 8.º | Mikel Landa        | Bahrain Victorious    | + 15 s          |
| 9.º | Thymen Arensman    | Team DSM              | + 15 s          |
| 10.º | Attila Valter      | Groupama-FDJ          | + 15 s          |

| \| Clasificación general \| Clasificación general \| Clasificación general \| Clasificación general \| Clasificación general \| \| Ciclista \| Ciclista \| Equipo \| Tiempo \| \| \| --------------------- \| --------------------- \| --------------------- \| --------------------- \| --------------------- \| \| 1.º \| Pello Bilbao \| Bahrain Victorious \| 15 h 41 min 27 s \| \| \| 2.º \| Romain Bardet \| Team DSM \| + 2 s \| \| \| 3.º \| Attila Valter \| Groupama-FDJ \| + 12 s \| \| \| 4.º \| Felix Gall \| AG2R Citroën Team \| + 16 s \| \| \| 5.º \| Pavel Sivakov \| Ineos Grenadiers \| + 16 s \| \| \| 6.º \| Einer Rubio \| Movistar Team \| + 16 s \| \| \| 7.º \| Thymen Arensman \| Team DSM \| + 16 s \| \| \| 8.º \| Santiago Buitrago \| Bahrain Victorious \| + 16 s \| \| \| 9.º \| Richie Porte \| Ineos Grenadiers \| + 16 s \| \| \| 10.º \| Michael Storer \| Groupama-FDJ \| + 16 s \| \| |                   |                    |                  |
| |                   |                    |                  |
| Fuente: ProCyclingStats |                   |                    |                  |
| Clasificación general |                   |                    |                  |
| Ciclista | Ciclista          | Equipo             | Tiempo           |
| 1.º | Pello Bilbao      | Bahrain Victorious | 15 h 41 min 27 s |
| 2.º | Romain Bardet     | Team DSM           | + 2 s            |
| 3.º | Attila Valter     | Groupama-FDJ       | + 12 s           |
| 4.º | Felix Gall        | AG2R Citroën Team  | + 16 s           |
| 5.º | Pavel Sivakov     | Ineos Grenadiers   | + 16 s           |
| 6.º | Einer Rubio       | Movistar Team      | + 16 s           |
| 7.º | Thymen Arensman   | Team DSM           | + 16 s           |
| 8.º | Santiago Buitrago | Bahrain Victorious | + 16 s           |
| 9.º | Richie Porte      | Ineos Grenadiers   | + 16 s           |
| 10.º | Michael Storer    | Groupama-FDJ       | + 16 s           |

### 5.ª etapa
| Lienz - Lienz | etapa de media montaña | (115,9 km) |

| \| Clasificación de la etapa \| Clasificación de la etapa \| Clasificación de la etapa \| Clasificación de la etapa \| Clasificación de la etapa \| \| Ciclista \| Ciclista \| Equipo \| Tiempo \| \| \| ------------------------- \| ------------------------- \| ------------------------- \| ------------------------- \| ------------------------- \| \| 1.º \| Thibaut Pinot \| Groupama-FDJ \| 3 h 09 min 24 s \| \| \| 2.º \| David de la Cruz \| Astana Qazaqstan Team \| + 7 s \| \| \| 3.º \| Lennard Kämna \| Bora-Hansgrohe \| + 1 min 46 s \| \| \| 4.º \| Igor Arrieta \| Equipo Kern Pharma \| + 2 min 43 s \| \| \| 5.º \| Torstein Træen \| Uno-X Pro Cycling Team \| + 3 min 26 s \| \| \| 6.º \| Andrey Amador \| Ineos Grenadiers \| + 8 min 09 s \| \| \| 7.º \| Michael Storer \| Groupama-FDJ \| + 8 min 36 s \| \| \| 8.º \| Romain Bardet \| Team DSM \| + 8 min 36 s \| \| \| 9.º \| Thymen Arensman \| Team DSM \| + 8 min 38 s \| \| \| 10.º \| Attila Valter \| Groupama-FDJ \| + 9 min 15 s \| \| |                  |                        |                 |
| |                  |                        |                 |
| Fuente: ProCyclingStats |                  |                        |                 |
| Clasificación de la etapa |                  |                        |                 |
| Ciclista | Ciclista         | Equipo                 | Tiempo          |
| 1.º | Thibaut Pinot    | Groupama-FDJ           | 3 h 09 min 24 s |
| 2.º | David de la Cruz | Astana Qazaqstan Team  | + 7 s           |
| 3.º | Lennard Kämna    | Bora-Hansgrohe         | + 1 min 46 s    |
| 4.º | Igor Arrieta     | Equipo Kern Pharma     | + 2 min 43 s    |
| 5.º | Torstein Træen   | Uno-X Pro Cycling Team | + 3 min 26 s    |
| 6.º | Andrey Amador    | Ineos Grenadiers       | + 8 min 09 s    |
| 7.º | Michael Storer   | Groupama-FDJ           | + 8 min 36 s    |
| 8.º | Romain Bardet    | Team DSM               | + 8 min 36 s    |
| 9.º | Thymen Arensman  | Team DSM               | + 8 min 38 s    |
| 10.º | Attila Valter    | Groupama-FDJ           | + 9 min 15 s    |

## Clasificaciones finales
- Las clasificaciones finalizaron de la siguiente forma:[4]

### Clasificación general
| \| Clasificación general \| Clasificación general \| Clasificación general \| Clasificación general \| Clasificación general \| \| Ciclista \| Ciclista \| Equipo \| Tiempo \| \| \| --------------------- \| --------------------- \| --------------------- \| --------------------- \| --------------------- \| \| 1.º \| Romain Bardet \| Team DSM \| 18 h 59 min 29 s \| \| \| 2.º \| Michael Storer \| Groupama-FDJ \| + 14 s \| \| \| 3.º \| Thymen Arensman \| Team DSM \| + 16 s \| \| \| 4.º \| Pello Bilbao \| Bahrain Victorious \| + 37 s \| \| \| 5.º \| Attila Valter \| Groupama-FDJ \| + 49 s \| \| \| 6.º \| Felix Gall \| AG2R Citroën Team \| + 53 s \| \| \| 7.º \| Richie Porte \| Ineos Grenadiers \| + 1 min 00 s \| \| \| 8.º \| Santiago Buitrago \| Bahrain Victorious \| + 1 min 57 s \| \| \| 9.º \| Hugh Carthy \| EF Education-EasyPost \| + 2 min 08 s \| \| \| 10.º \| Pavel Sivakov \| Ineos Grenadiers \| + 2 min 13 s \| \| |                   |                       |                  |
| |                   |                       |                  |
| Fuente: ProCyclingStats |                   |                       |                  |
| Clasificación general |                   |                       |                  |
| Ciclista | Ciclista          | Equipo                | Tiempo           |
| 1.º | Romain Bardet     | Team DSM              | 18 h 59 min 29 s |
| 2.º | Michael Storer    | Groupama-FDJ          | + 14 s           |
| 3.º | Thymen Arensman   | Team DSM              | + 16 s           |
| 4.º | Pello Bilbao      | Bahrain Victorious    | + 37 s           |
| 5.º | Attila Valter     | Groupama-FDJ          | + 49 s           |
| 6.º | Felix Gall        | AG2R Citroën Team     | + 53 s           |
| 7.º | Richie Porte      | Ineos Grenadiers      | + 1 min 00 s     |
| 8.º | Santiago Buitrago | Bahrain Victorious    | + 1 min 57 s     |
| 9.º | Hugh Carthy       | EF Education-EasyPost | + 2 min 08 s     |
| 10.º | Pavel Sivakov     | Ineos Grenadiers      | + 2 min 13 s     |

### Clasificación de la montaña
| Clasificación de la montaña | Clasificación de la montaña | Clasificación de la montaña | Clasificación de la montaña | Clasificación de la montaña |
| Ciclista                    | Ciclista                    | Equipo                      | Puntos                      |                             |
| --------------------------- | --------------------------- | --------------------------- | --------------------------- | --------------------------- |
| 1.º                         | Torstein Træen              | Uno-X Pro Cycling Team      | 20 pts                      |                             |
| 2.º                         | David de la Cruz            | Astana Qazaqstan Team       | 16 pts                      |                             |
| 3.º                         | Geoffrey Bouchard           | AG2R Citroën Team           | 15 pts                      |                             |
| 4.º                         | Pavel Sivakov               | Ineos Grenadiers            | 12 pts                      |                             |
| 5.º                         | Thibaut Pinot               | Groupama-FDJ                | 10 pts                      |                             |
| 6.º                         | Lennard Kämna               | Bora-Hansgrohe              | 10 pts                      |                             |
| 7.º                         | James Piccoli               | Israel-Premier Tech         | 10 pts                      |                             |
| 8.º                         | Unai Iribar                 | Euskaltel-Euskadi           | 9 pts                       |                             |
| 9.º                         | Miguel Ángel López          | Astana Qazaqstan Team       | 8 pts                       |                             |
| 10.º                        | Thymen Arensman             | Team DSM                    | 8 pts                       |                             |

### Clasificación de los sprints (metas volantes)
| Clasificación de las metas volantes | Clasificación de las metas volantes | Clasificación de las metas volantes | Clasificación de las metas volantes | Clasificación de las metas volantes |
| Ciclista                            | Ciclista                            | Equipo                              | Puntos                              |                                     |
| ----------------------------------- | ----------------------------------- | ----------------------------------- | ----------------------------------- | ----------------------------------- |
| 1.º                                 | Thibaut Pinot                       | Groupama-FDJ                        | 10 pts                              |                                     |
| 2.º                                 | Miguel Ángel López                  | Astana Qazaqstan Team               | 6 pts                               |                                     |
| 3.º                                 | David de la Cruz                    | Astana Qazaqstan Team               | 6 pts                               |                                     |
| 4.º                                 | Anton Palzer                        | Bora-Hansgrohe                      | 6 pts                               |                                     |
| 5.º                                 | Chris Hamilton                      | Team DSM                            | 4 pts                               |                                     |
| 6.º                                 | Nicolas Prodhomme                   | AG2R Citroën Team                   | 4 pts                               |                                     |
| 7.º                                 | Vadim Pronskiy                      | Astana Qazaqstan Team               | 4 pts                               |                                     |
| 8.º                                 | Cian Uijtdebroeks                   | Bora-Hansgrohe                      | 2 pts                               |                                     |
| 9.º                                 | Natnael Tesfatsion                  | Drone Hopper-Androni Giocattoli     | 2 pts                               |                                     |
| 10.º                                | Andrey Amador                       | Ineos Grenadiers                    | 2 pts                               |                                     |

### Clasificación de los jóvenes
| Clasificación del mejor joven | Clasificación del mejor joven | Clasificación del mejor joven   | Clasificación del mejor joven | Clasificación del mejor joven |
| Ciclista                      | Ciclista                      | Equipo                          | Tiempo                        |                               |
| ----------------------------- | ----------------------------- | ------------------------------- | ----------------------------- | ----------------------------- |
| 1.º                           | Thymen Arensman               | Team DSM                        | 18 h 59 min 45 s              |                               |
| 2.º                           | Santiago Buitrago             | Bahrain Victorious              | + 1 min 41 s                  |                               |
| 3.º                           | Lenny Martinez                | Groupama-FDJ                    | + 2 min 58 s                  |                               |
| 4.º                           | Sean Quinn                    | EF Education-EasyPost           | + 3 min 00 s                  |                               |
| 5.º                           | Cian Uijtdebroeks             | Bora-Hansgrohe                  | + 3 min 00 s                  |                               |
| 6.º                           | Natnael Tesfatsion            | Drone Hopper-Androni Giocattoli | + 7 min 57 s                  |                               |
| 7.º                           | Florian Lipowitz              | Tirol KTM Cycling Team          | + 13 min 40 s                 |                               |
| 8.º                           | Magnus Kulset                 | Uno-X Pro Cycling Team          | + 16 min 11 s                 |                               |
| 9.º                           | Abner González                | Movistar Team                   | + 17 min 12 s                 |                               |
| 10.º                          | Reuben Thompson               | Groupama-FDJ                    | + 18 min 31 s                 |                               |

### Clasificación por equipos
| Clasificación por equipos | Clasificación por equipos | Clasificación por equipos | Clasificación por equipos |
| Equipo                    | Equipo                    | Tiempo                    |                           |
| ------------------------- | ------------------------- | ------------------------- | ------------------------- |
| 1.º                       | Groupama-FDJ              | 56 h 51 min 08 s          |                           |
| 2.º                       | Ineos Grenadiers          | + 10 min 04 s             |                           |
| 3.º                       | Bahrain Victorious        | + 12 min 05 s             |                           |
| 4.º                       | EF Education-EasyPost     | + 17 min 50 s             |                           |
| 5.º                       | Team DSM                  | + 19 min 04 s             |                           |
| 6.º                       | Astana Qazaqstan Team     | + 24 min 30 s             |                           |
| 7.º                       | Movistar Team             | + 32 min 24 s             |                           |
| 8.º                       | AG2R Citroën Team         | + 38 min 25 s             |                           |
| 9.º                       | Bora-Hansgrohe            | + 45 min 10 s             |                           |
| 10.º                      | Euskaltel-Euskadi         | + 1 h 00 min 19 s         |                           |

## Evolución de las clasificaciones
| Etapa                   |                         | Ganador _          | Clasificación general | Montaña           | Metas volantes     | Jóvenes            | Equipo _          |
| ----------------------- | ----------------------- | ------------------ | --------------------- | ----------------- | ------------------ | ------------------ | ----------------- |
| 1.ª etapa               | etapa de media montaña  | Geoffrey Bouchard  | Geoffrey Bouchard     | Geoffrey Bouchard | Emanuel Zangerle   | Natnael Tesfatsion | AG2R Citroën Team |
| 2.ª etapa               | etapa de montaña        | Pello Bilbao       | Pello Bilbao          | Pavel Sivakov     | Miguel Ángel López | Santiago Buitrago  | Ineos Grenadiers  |
| 3.ª etapa               | etapa de montaña        | Lennard Kämna      | Pello Bilbao          | Pavel Sivakov     | Miguel Ángel López | Thymen Arensman    | Ineos Grenadiers  |
| 4.ª etapa               | etapa de montaña        | Miguel Ángel López | Pello Bilbao          | Geoffrey Bouchard | Miguel Ángel López | Thymen Arensman    | Ineos Grenadiers  |
| 5.ª etapa               | etapa de media montaña  | Thibaut Pinot      | Romain Bardet         | Torstein Træen    | Thibaut Pinot      | Thymen Arensman    | Groupama-FDJ      |
| Clasificaciones finales | Clasificaciones finales |                    | Romain Bardet         | Torstein Træen    | Thibaut Pinot      | Thymen Arensman    | Groupama-FDJ      |

## UCI World Ranking
El Tour de los Alpes otorgó puntos para el UCI World Ranking para corredores de los equipos en las categorías UCI WorldTeam, UCI ProTeam y Continental. Las siguientes tablas son el baremo de puntuación y los diez corredores que obtuvieron más puntos:
| Posición              | 1.º | 2.º | 3.º | 4.º | 5.º | 6.º | 7.º | 8.º | 9.º | 10.º | 11.º | 12.º | 13.º | 14.º | 15.º | 16.º-30.º | 31.º-40.º |
| Clasificación general | 200 | 150 | 125 | 100 | 85  | 70  | 60  | 50  | 40  | 35   | 30   | 25   | 20   | 15   | 10   | 5         | 3         |
| Por etapa             | 20  | 10  | 5   |     |     |     |     |     |     |      |      |      |      |      |      |           |           |
| Líder                 | 5   |     |     |     |     |     |     |     |     |      |      |      |      |      |      |           |           |

| Clasificación |                   |                       |         |       |       |       |
| Posición      | Ciclista          | Equipo                | General | Etapa | Líder | Total |
| ------------- | ----------------- | --------------------- | ------- | ----- | ----- | ----- |
| 1.º           | Romain Bardet     | DSM                   | 200     | 20    | -     | 220   |
| 2.º           | Michael Storer    | Groupama-FDJ          | 150     | -     | -     | 150   |
| 3.º           | Pello Bilbao      | Bahrain Victorious    | 100     | 30    | 15    | 145   |
| 4.º           | Thymen Arensman   | DSM                   | 125     | -     | -     | 125   |
| 5.º           | Attila Valter     | Groupama-FDJ          | 85      | 5     | -     | 90    |
| 6.º           | Felix Gall        | AG2R Citroën          | 70      | -     | -     | 70    |
| 7.º           | Richie Porte      | INEOS Grenadiers      | 60      | -     | -     | 60    |
| 8.º           | Santiago Buitrago | Bahrain Victorious    | 50      | -     | -     | 50    |
| 9.º           | Hugh Carthy       | EF Education-EasyPost | 40      | -     | -     | 40    |
| 10.º          | Pavel Sivakov     | INEOS Grenadiers      | 35      | -     | -     | 35    |